# Каэрконнелский каменный форт
Каэрконнел (ирл. Cathair Chonaill, англ. Caherconnell Stone Fort, Caherconnell) — ирландский форт, расположенный в графстве Клэр, также классифицируемый как крепость. Форт является одной из так называемых «круглых крепостей» — древних ирландских крепостей, которые строили во времена железного века и Раннего Средневековья на территории Ирландии. Замок находится на расстоянии около 1 км к западу от древней мегалитической постройки — дольмена Полнаброун. Замок построен на карстовых известняковых землях, непригодных для сельского хозяйства. В Средние века крепость принадлежала феодалам из рода О’Логлен. Сейчас большая часть Каэрконнел Стоуна разрушена.

## Архитектура
Постройка представляет собой каменную стену, сооруженную в виде круга диаметром 42 м. Стены толщиной до 3 м. Стена сделана из местного известняка. Вход в крепость расположен на востоке. В середине крепости находятся остатки внутренних стен, толщиной около 1 м. Крепость подобна другим круглым крепостям Ирландии, таким как Кагермор и Кагермакнагтен. Эти круглые крепости использовались долгое время — вплоть до Позднего Средневековья.

## Археологические раскопки
В 2007 году в крепости Каэрконнел проводились археологические раскопки под руководством Грагама Галла. Радиоуглеродный анализ остатков дерева позволил датировать часть сооружений началом X века. Найденные артефакты свидетельствуют о том, что сооружение использовалось в X—XIII веках. Некоторые объекты были построены в начале XV века. Как предполагают археологи, в XIV веке крепость оказалась заброшена, но затем вновь стала действующей. Во время раскопок найдены остатки кузницы и остатки предметов, которые были достаточно редкими и дорогими в Средневековье. Место, где расположена крепость, было изолировано, долгое время не испытывало англо-норманнского влияния и не находилось под контролем у Англии. Представители клана О’Логлен, жившие здесь в XV—XVI веках, были не из главной ветви данного клана. Главная ветвь проживала в замку Гленслед, что расположен в 3 км к северу от крепости.
Кроме средневековых артефактов, были найдены артефакты железного и бронзового веков, эпохи неолита. Очевидно, что оборонительное сооружение существовала здесь ещё в очень древние времена.
Сейчас это сооружение открыто для посещения туристов, на территории памятника проходят практику студенты-археологи.